# Anna Gorajska
Anna Gorajska (ur. w 1986 w Jaśle) – polska aktorka teatralna, filmowa i telewizyjna.

## Życiorys
W 2005 ukończyła I Liceum Ogólnokształcące im. Króla Stanisława Leszczyńskiego w Jaśle. W 2009 została absolwentką Wydziału Aktorskiego Państwowej Wyższej Szkoły Teatralnej im. Ludwika Solskiego w Krakowie.
Ukończyła szkołę muzyczną I i II stopnia. Gra na skrzypcach, fortepianie i na trąbce. Mówi biegle po angielsku oraz dobrze po francusku.  Pozostałe zainteresowania: śpiew, taniec współczesny, szermierka, pływanie, kitesurfing, żeglarstwo, jazda konna, wspinaczka.
Przebieg pracy w zawodzie aktorki:
- 2009–2012 Teatr Ateneum im. Stefana Jaracza, Warszawa
- 2012 Teatr Dramatyczny im. Gustawa Holoubka, Warszawa
- 2013– Teatr Dramatyczny m.st. Warszawy, Warszawa

## Filmografia
- 2003–2021: Na Wspólnej, jako nauczycielka Jola
- 2008: Żołnierze wyklęci, jako Elka
- 2009: Babcia wyjeżdża, jako pani pedagog
- 2010: Pobaw się ze mną, jako Ola
- 2010: Na dobre i na złe, jako Anka
- 2010: Czas honoru
- 2010: Szczegół
- 2010: Poczekalnia, jako Leni
- 2012: Byk
- 2013: Miruna, jako dziewczyna
- 2013: Lekarze, jako narkomanka Ewelina
- 2014: Gorzko!, jako panna młoda
- 2015: Strażacy
- 2015: Prawo Agaty, jako Ewelina Śliwa
- 2015: O mnie się nie martw, jako Małgosia, sekretarka w sądzie, sezon 2 odc. 4
- 2015: Dziewczyny ze Lwowa, jako Uliana Pawluczenko odc. 1-13
- 2016: Ojciec Mateusz, jako Helena Krawicz, córka Pękala
- 2016: Komisarz Alex, jako Kamila Rosa, siostra Wery
- 2017: Nie ma, jako Gosia
- 2017: Dziewczyny ze Lwowa, jako Uliana Pawluczenko odc. 14-26
- 2018: Dziewczyny ze Lwowa, jako Uliana Pawluczenko odc. 27-39
- 2019: O mnie się  nie martw, jako Diana Rybak, sezon 11 odc. 3
- 2019: Dziewczyny ze Lwowa, jako Uliana Pawluczenko odc. 40-52
- 2020: M jak miłość, jako mecenas Kamila Jabłońska, odcinki: 1504, 1513, 1536, 1540, 1542, 1545, 1547, 1550, 1555
- 2020: Komisarz Alex, jako Kasia Zuchowicz, córka Anny, odc. 184
- 2021: M jak miłość, jako mecenas Kamila Jabłońska, odcinki: 1560, 1563

## Role teatralne
- 2008: Zatopiona katedra, Teatr Współczesny, Szczecin, Florentyna
- 2008: Versus. W gęstwinie miast, Teatr Nowy, Kraków, Jane
- 2009: Rzeczpospolita Babińska, Narodowy Stary Teatr im. Heleny Modrzejewskiej, Kraków, forma twórczości: role
- 2009: Moja córeczka,Teatr Dramatyczny im. Gustawa Holoubka, Warszawa, Mireczka
- 2010: Skiz, Teatr Ateneum im. Stefana Jaracza, Warszawa, Muszka
- 2011: Kupieckie kontrakty, Teatr Dramatyczny im. Gustawa Holoubka, Warszawa, forma twórczości: role
- 2012: Sen nocy letniej, Teatr Ateneum im. Stefana Jaracza, Warszawa, Hermina
- 2012: La Bohème. Wieczór piosenki francuskiej, Teatr Ateneum im. Stefana Jaracza, Warszawa, forma twórczości: role
- 2012: Powstanie, Muzeum Powstania Warszawskiego, Warszawa, forma twórczości: role
- 2013: Gry ekstremalne, Teatr Dramatyczny m.st. Warszawy, Warszawa, Julka/Ewa
- 2013: Nosorożec, Teatr Dramatyczny m.st. Warszawy, Warszawa, pracownica biura
- 2014: Noc żywych Żydów, Teatr Dramatyczny m. st. Warszawy, Warszawa, Chirico
- 2014: Kupiec wenecki, Teatr Dramatyczny m. st. Warszawy, Warszawa, Jessica
- 2016: Cabaret, Teatr Dramatyczny m. st. Warszawy, Warszawa, Sally Bowles
- 2016: Coming out, Teatr Dramatyczny m. st. Warszawy, Warszawa, Simone Godet
- 2017: Spalenie Joanny, Teatr Telewizji, Pani w woalce
- 2018: Sinobrody - nadzieja kobiet, Teatr Dramatyczny m. st. Warszawy, Warszawa, Julia
- 2018: Ferdydurke, Teatr Dramatyczny m. st. Warszawy, Warszawa, Zuta, Myzdral, Kopyrda, Hurlecka
- 2019: Dzieci księży, Teatr Dramatyczny m. st. Warszawy, Warszawa, forma twórczości: role
- 2020: Człowiek z La Manchy, Teatr Dramatyczny m. st. Warszawy, Warszawa, Więźniarka/Fermina/Antonia
- 2020: Protest, Teatr Dramatyczny m. st. Warszawy, Warszawa, Wiera

## Polski dubbing

### Filmy
- 2010: Bestia z Wolfsberga – Debbie
- 2018: Ralph Demolka w internecie – Yesss
- 2019: Gwiezdne wojny: Skywalker. Odrodzenie – Aayla Secura
- 2020: Naprzód – Promyczek (szefowa patowróżek)

### Seriale
- 2009: Brygada
- 2010: Victoria znaczy zwycięstwo – Bella (odc. 13-14)
- 2019: The Mandalorian – Xi'An (odc. 6)
- 2020: Fungisy!

## Słuchowiska
- W Jezioranach – Matka (odc. 3076)
- 2009: Dom otwarty
- 2009: Strøkne Ann
- 2012: Wyszedł z domu – Gizela
- 2013: Ludzie w ogniu
- 2014: Ocalenie – Jadwiga Gawrych
- 2015: Stasinada
- 2016: Powroty. Warszawa 1945 – Anna
- 2017: Hades – Młoda
- 2017: Wasza Wysokość – Anna

## Wykonanie piosenek

### Seriale
- 2016: Elena z Avaloru („Give Me a Shot”)

## Nagrody
- 2001: I nagroda (poezja śpiewana), w turnieju Od Mickiewicza do Miłosza w JDK w Jaśle[1]
- 2002: Nagroda główna (poezja śpiewana), na XI Ogólnopolskim Konkursie “Sacrum w literaturze”, Częstochowa 2002[1]
- 2002: I nagroda (poezja śpiewana), na Ogólnopolskim Turnieju Recytatorskim im. Bolesława Leśmiana, Iłża maj 2002[1]
- 2002: I nagroda (poezja śpiewana), na VIII Ogólnopolskim Festiwalu Słowa, Lubaczów czerwiec 2002[1]
- 2003: I nagroda (poezja śpiewana, recytacja), na IX Ogólnopolskim Festiwalu Słowa, Lubaczów 2003[1]
- 2003: Zwycięstwo w odcinku Szansy na sukces za wykonanie utworu Agnieszka z repertuaru zespołu Łzy[2]. 11 maja 2004 wystąpiła w koncercie finałowym w Sali Kongresowej w Warszawie[1]
- 2004: Nagroda główna:Złota Szpila (recytacja i poezja śpiewana), na Ogólnopolskim Turnieju Satyry “Złota Szpila, Przemyśl 2004[1]
- 2005: III miejsce (poezja śpiewana), na XI Ogólnopolskim Festiwalu Słowa, Lubaczów 2005[1]
- 2007: I nagroda na Międzynarodowym Festiwalu Piosenki Dramatycznej w Petersburgu
- 2008: Wyróżnienie aktorskie na Festiwalu Boska Komedia za spektakl Versus
- 2009: I nagroda aktorska na XXVII Festiwalu Szkół Teatralnych w Łodzi za rolę Florentyny w spektaklu dyplomowym Zatopiona katedra w reż. Anny Augustynowicz
- 2018: Wyróżnienie za rolę w spektaklu Ferdydurke z Teatru Dramatycznego i Teatru Malabar w Warszawie na 13. Międzynarodowym Festiwalu Gombrowiczowskim w Radomiu